# 射箭

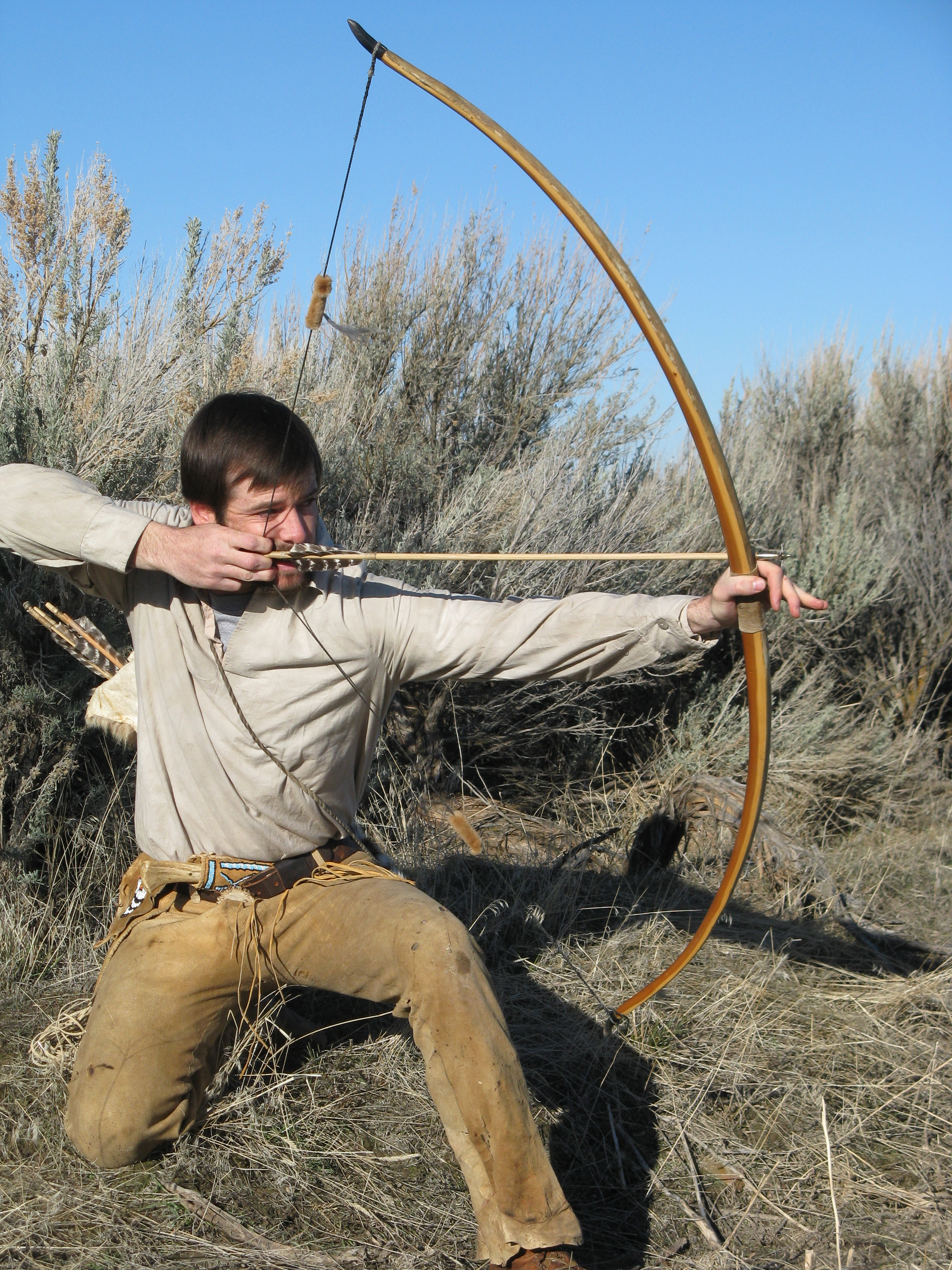
射箭

射箭（英語：archery）又稱為箭術，是借助弓或弩的弹力将箭射出的一種技藝，最初是用作狩獵之用，後來應用到軍事上。世界各地均有不同的傳統射箭方法，有些地區更發展成一種儀式化的技術。例如儒家文化圈六藝中的「射藝」，在各地又分別發展為射箭技藝（中國）、弓術（日本）等。
现代国际射箭比赛有射准射箭比赛、射远射箭比赛、室内射箭比赛、野外射箭比赛、环靶射箭比赛等多种。比赛方法和规则均不相同，多数为在不同距离内射中箭靶的环数计算成绩。

## 歷史
已知最古老的箭头证据来自南非遗址，如Sibudu Cave，在那里可能发现了箭头，可追溯到大约72,000-60,000年前。
射箭运动起源很早，原始时代就成为人类狩猎和战争的手段。世界各民族均有此活动，中国殷代甲骨文上曾有“矰（箭）缴”的记载，为一种猎鸟的射具。汉代画像石中的善射者，通常被称为蹶张士或强弩手。《史记·张丞相列传》“以材官蹶张”裴駰《集解》引三国魏如淳曰：“材官之多力，能脚蹋强弩张之，故曰蹶张。律有蹶张士。”宋朝與金朝兩國使節相互往來時，會舉行射弓宴，雙方在宴會上射箭以決勝負，金人往往是勝多負少，但隨著金人的漢化政策的發展，金人的崇武精神已不若以往。衛紹王崇慶元年（1212年），南宋賀金國正旦國信使程卓至中都，在朝廷例行的射弓宴上，金朝“伴射昭勇大將軍、殿前右衛將軍完顏守榮，自午初射，伴射連不中”。

## 器具

### 弓

#### 长弓
长弓（longbow）是一种长度与射手的高度相若的弓，弓臂相对较窄并向内弯曲，其横切面呈半圆形或D字形，与相仿的反曲弓不同之处在于后者的弓臂末端是向外弯曲的。长弓曾被世界上很多不同的文明用于狩猎及战争之中，而中世纪的英格兰长弓则是当中最著名的佼佼者。在现代经济中，长弓通常被只会被用来进行指向射击，不会装有瞄准器具。

#### 反曲弓
反曲弓（recurve bow）是一種側面看來與普通長弓不同的弓：一把未上弓弦的反曲弓弓臂末端向外彎曲。其中一個專門的定義指出，反曲弓與其他弓的分別在於上弦的反曲弓的弓弦與其弓臂有所接觸。相比同等擁有直臂的弓，反曲弓可儲存更多能量，使得射出的箭有更高的動能。因此，反曲弓可以比普通的弓造得更短，卻可保持其威力。這個優勢使得反曲弓適合用於較長兵器會構成不便的地方，例如叢林、森林或馬背上。相對而言，傳統較直身的長弓會引起「層遞」的效應——即弓拉得愈開，拉弓所需的力會增加得非常顯著。反曲的弓臂能使弓承受更大的拉力，但射出箭時會產生更大的噪音。

#### 复合弓
复合弓（compound bow）是使用現代机械工程的力学原理原理設計的弓，在弓的設計中加入滑輪设计來增强弓手拉弦时产生的机械效益帮助彎曲弓臂。複合弓的弓臂比傳統弓的弓臂硬實，讓弓的本身達到較好的能源效益。另外，複合弓的器材和反曲弓相比一般組件更多，特別在於瞄具的配置上和一般反曲弓的規定有分別。複合弓的瞄準器可以加入放大鏡，另外還可以透過在弓弦上組裝的覘孔進行瞄準，從而提升其準確度，還有在複合弓的磅數上也有更嚴格的規定， 一般上限是60磅，而且複合弓因為比起反曲弓準確度較高，所以在比賽上距離也會有差別，而且瞄準的靶紙也會比起反曲弓的小。

### 弩
弩也称十字弓（crossbow），是将弓的弹性蓄能设计横着安装在一个形似枪托的框架上，并设有挂弦机制的设计，在射击时扣动扳机或扳杆进行释放。在传统的弓臂设计之外，近年来使用复合弓机械原理的复合弩（compound crossbow）也越来越多的出现在市场上，甚至出现了以扭力弹簧提供弹力的扭力弩设计。相比弓，弩通常拥有更高的磅数和更平直的外弹道，并可以安装较高精度的瞄准器材（比如特制的瞄准镜），因此适合更远距离的精准射击，射击风格也更接近枪械。

### 箭

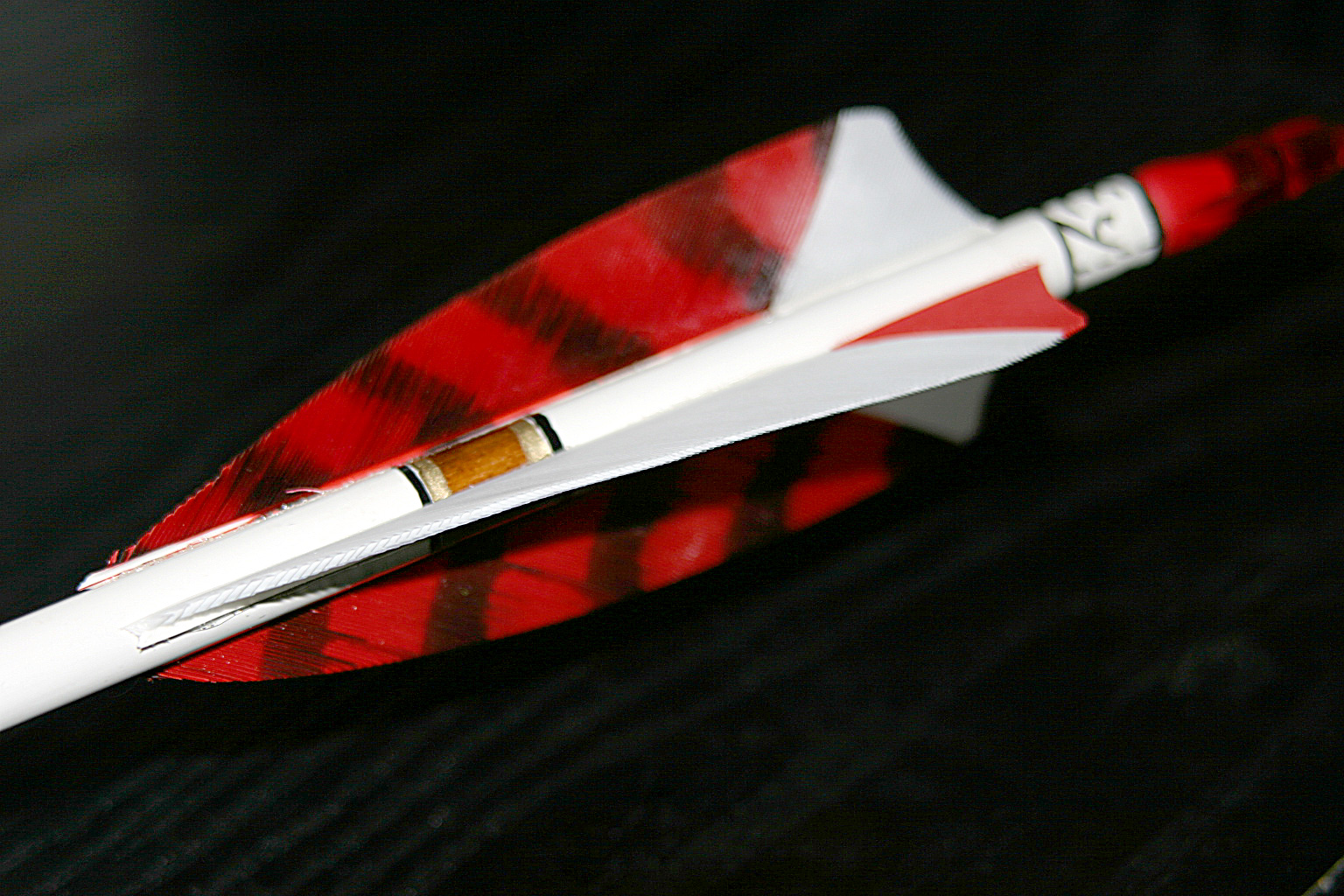
箭

最常見的箭是由箭鏃、箭身、箭羽以及箭尾組成。箭通常用箭袋攜帶。